# 10. Division (Deutsches Kaiserreich)
Die 10. Division, für die Dauer des mobilen Verhältnisses auch als 10. Infanterie-Division bezeichnet, war ein Großverband der Preußischen Armee.

## Geschichte
Der Großverband ging aus der am 5. November 1816 gebildeten Truppen-Brigade hervor und wurde am 5. September 1818 zur 9. Division erweitert. Am 28. Februar 1820 wurde daraus die 10. Division gebildet. Das Kommando stand bis Demobilisierung und Auflösung des Großverbandes 1919 in Posen und war dem V. Armee-Korps unterstellt.

### Deutscher Krieg
Während des Krieges gegen Österreich nahm die Division an den Schlachten bei Nachod, Skalitz und Königgrätz sowie den Gefechten bei Gefecht bei Schweinschädel und Gradlitz teil.

### Deutsch-Französischer Krieg
Im Krieg gegen Frankreich war die Division 1870/71 in die Kämpfe bei Weißenburg, Wörth und Sedan sowie der Belagerung von Paris sowie der Schlacht am Mont Valérien eingebunden.

### Erster Weltkrieg
Während des Ersten Weltkriegs wurde die Division ausschließlich an der Westfront eingesetzt.

### 1914
- 22. bis 27. August – Schlacht bei Longwy-Longuyon und am Othain-Abschnitt
- 28. August bis 18. September – Stellungskämpfe um Verdun
- ab 18. September – Stellungskämpfe zwischen Maas und Mosel

### 1915
- 01. Januar bis 31. Dezember – Stellungskämpfe zwischen Maas und Mosel

### 1916
- bis 5. Oktober – Stellungskämpfe zwischen Maas und Mosel
- 06. Oktober bis 21. Dezember – Stellungskämpfe vor Verdun
  - 15. bis 16. Dezember – Kämpfe bei Louvemont und Bezonvaux

### 1917
- 24. Januar bis 23. Februar – Stellungskämpfe zwischen Maas und Mosel
- 24. Februar bis 1. Mai – Kämpfe auf den Maashöhen im Abschnitt Loclont-Wald, Seuzey
- 03. bis 27. Mai – Doppelschlacht an der Aisne und in der Champagne
- 28. Mai bis 23. Oktober – Stellungskämpfe am Chemin des Dames
- 24. Oktober bis 2. November – Nachhutkämpfe an und südlich der Ailette
- 03. November bis 1. Dezember – Stellungskämpfe nördlich der Ailette
- 01. bis 9. Dezember – Kämpfe in der Siegfriedstellung
- ab 9. Dezember – Stellungskämpfe nördlich der Ailette

### 1918
- bis 1. März – Stellungskämpfe nördlich der Ailette
- 01. bis 20. März – Ruhezeit hinter der 18. Armee
- 21. März bis 6. April – Große Schlacht in Frankreich
- 07. bis 30. April – Kämpfe an der Avre und bei Montdidier und Noyon
- 01. bis 26. Mai – Stellungskämpfe nördlich der Ailette
- 27. Mai bis 13. Juni – Schlacht bei Soissons und Reims
- 14. Juni bis 4. Juli – Stellungskämpfe zwischen Oise, Aisne und Marne
- 05. bis 17. Juli – Stellungskämpfe zwischen Aisne und Marne
  - 15. bis 17. Juli – Angriffsschlacht an der Marne und in der Champagne
- 18. bis 25. Juli – Abwehrschlacht zwischen Soissons und Reims
- 26. Juli bis 3. August – Bewegliche Abwehrschlacht zwischen Marne und Vesle
- 04. bis 5. August – Stellungskämpfe an der Vesle
- 06. August bis 11. September – Stellungskämpfe zwischen Maas und Mosel
- 12. bis 14. September – Ausweichkämpfe im Mihiel-Bogen
- 15. bis 20. September – Stellungskämpfe in der Woëvre-Ebene und westlich der Mosel
- 21. September bis 13. Oktober – Stellungskämpfe in Lothringen
- 13. Oktober bis 1. November – Stellungskämpfe in der Woëvre-Ebene, auf dem östlichen Moselufer und an der Selle
- 02. bis 3. November – Kämpfe zwischen Aisne und Maas
- 04. bis 11. November – Abwehrschlacht in der Champagne und an der Maas, Abwehrkämpfe zwischen Maas und Beaumont
- ab 12. November – Räumung des besetzten Gebietes und Marsch in die Heimat

## Gliederung

### Friedensgliederung 1914
- 19. Infanterie-Brigade in Posen
  - Grenadier-Regiment „Graf Kleist von Nollendorf“ (1. Westpreußisches) Nr. 6 in Posen
  - Infanterie-Regiment „Graf Kirchbach“ (1. Niederschlesisches) Nr. 46 in Posen und Wreschen (III. Bataillon)
- 20. Infanterie-Brigade in Posen
  - Infanterie-Regiment „König Ludwig III. von Bayern“ (2. Niederschlesisches) Nr. 47 in Posen und Schrimm (II. Bataillon)
  - 3. Niederschlesisches Infanterie-Regiment Nr. 50 in Rawitsch und Lissa (III. Bataillon)
- 77. Infanterie-Brigade in Ostrowo
  - Füsilier-Regiment „von Steinmetz“ (Westpreußisches) Nr. 37 in Krotoschin
  - 7. Westpreußisches Infanterie-Regiment Nr. 155 in Ostrowo und Pleschen (III. Bataillon)
- 10. Kavallerie-Brigade (Deutsches Kaiserreich) in Posen
  - Ulanen-Regiment „Kaiser Alexander III. von Rußland“ (Westpreußisches) Nr. 1 in Militsch und Ostrowo (3. Eskadron)
  - Regiment Königs-Jäger zu Pferde Nr. 1 in Posen
- 10. Feldartillerie-Brigade in Posen
  - 1. Posensches Feldartillerie-Regiment Nr. 20 in Posen
  - 2. Posensches Feldartillerie-Regiment Nr. 56 in Lissa

### Kriegsgliederung bei Mobilmachung 1914
- 19. Infanterie-Brigade
  - Grenadier-Regiment „Graf Kleist von Nollendorf“ (1. Westpreußisches) Nr. 6
  - Infanterie-Regiment „Graf Kirchbach“ (1. Niederschlesisches) Nr. 46
- 20. Infanterie-Brigade
  - Infanterie-Regiment „König Ludwig III. von Bayern“ (2. Niederschlesisches) Nr. 47
  - 3. Niederschlesisches Infanterie-Regiment Nr. 50
- Regiment Königs-Jäger zu Pferde Nr. 1
- 10. Feldartillerie-Brigade
  - 1. Posensches Feldartillerie-Regiment Nr. 20
  - 2. Posensches Feldartillerie-Regiment Nr. 56
- 2. und 3. Kompanie/Niederschlesisches Pionier-Bataillon Nr. 5

### Kriegsgliederung 1915–1916
- 20. Infanterie-Brigade
  - Grenadier-Regiment „Graf Kleist von Nollendorf“ (1. Westpreußisches) Nr. 6
  - Infanterie-Regiment „Graf Kirchbach“ (1. Niederschlesisches) Nr. 46
  - Infanterie-Regiment (3. Niederschlesisches) Nr. 50
- 3. Eskadron/Regiment Königs-Jäger zu Pferde Nr. 1
- 10. Feldartillerie-Brigade
  - 1. Posensches Feldartillerie-Regiment Nr. 20
  - 2. Posensches Feldartillerie-Regiment Nr. 56
- 2. und 3. Kompanie/Niederschlesisches Pionier-Bataillon Nr. 5
- Divisions-Nachrichten-Kommandeur Nr. 10

### Kriegsgliederung vom 3. Mai 1918
- 20. Infanterie-Brigade
  - Grenadier-Regiment „Graf Kleist von Nollendorf“ (1. Westpreußisches) Nr. 6
  - Infanterie-Regiment „König Ludwig III. von Bayern“ (2. Niederschlesisches) Nr. 47
  - Infanterie-Regiment Nr. 398
  - MG-Scharfschützen-Abteilung Nr. 17
  - 3. Eskadron/Regiment Königs-Jäger zu Pferde Nr. 1
- Artillerie-Kommandeur Nr. 10
  - 2. Posensches Feldartillerie-Regiment Nr. 56
  - II. Bataillon/1. Westpreußisches Fußartillerie-Regiment Nr. 11
- Niederschlesisches Pionier-Bataillon Nr. 5
- Divisions-Nachrichten-Kommandeur Nr. 10

## Kommandeure
| Dienstgrad                   | Name                             | Datum                                                             |
| ---------------------------- | -------------------------------- | ----------------------------------------------------------------- |
| Generalmajor                 | August von Hedemann              | 30. März 1838 bis 29. März 1840                                   |
| Generalmajor                 | Friedrich von Steinaecker        | 30. März bis 9. September 1840 (mit der Führung beauftragt)       |
| Generalmajor/Generalleutnant | Friedrich von Steinaecker        | 10. September 1840 bis 29. Mai 1850                               |
| Generalmajor/Generalleutnant | Heinrich von Brandt              | 17. Februar 1853 bis 5. August 1857                               |
| Generalmajor/Generalleutnant | Ferdinand von der Goltz          | 06. August 1857 bis 12. Mai 1861                                  |
| Generalmajor                 | Otto von der Mülbe               | 13. Mai bis 23. Juli 1861 (mit der Führung beauftragt)            |
| Generalmajor/Generalleutnant | Otto von der Mülbe               | 24. Juli 1861 bis 8. Dezember 1863                                |
| Generalmajor                 | Wilhelm Hiller von Gaertringen   | 19. Dezember 1863 bis 8. Januar 1864 (mit der Führung beauftragt) |
| Generalleutnant              | August Karl von Goeben           | 21. November 1864 bis 18. Mai 1865                                |
| Generalleutnant              | Hugo Ewald von Kirchbach         | 13. Mai 1865 bis 17. Juli 1870                                    |
| Generalleutnant              | Christoph von Schmidt            | 18. Juli 1870 bis 10. Oktober 1873                                |
| Generalleutnant              | Karl Gustav von Sandrart         | 11. Oktober 1873 bis 12. Januar 1880                              |
| Generalleutnant              | Gustav Hermann von Alvensleben   | 13. Januar 1880 bis 21. März 1886                                 |
| Generalmajor                 | Richard von Seeckt               | 22. März bis 14. April 1886 (mit der Führung beauftragt)          |
| Generalleutnant              | Richard von Seeckt               | 15. April 1886 bis 26. Januar 1890                                |
| Generalleutnant              | Theodor am Ende                  | 27. Januar 1890 bis 17. Oktober 1891                              |
| Generalleutnant              | Karl Wilhelm Heinrich von Kleist | 18. Oktober 1891 bis 16. Juni 1893                                |
| Generalleutnant              | Richard von Klitzing             | 17. Juni 1893 bis 17. August 1894                                 |
| Generalleutnant              | Heinrich von Igel                | 18. August 1894 bis 1. Juli 1898                                  |
| Generalleutnant              | Rudolf von Haberling             | 02. Juni 1898 bis 14. Juni 1899                                   |
| Generalleutnant              | Georg von Braunschweig           | 15. Juni bis 19. Juli 1899 (in Vertretung)                        |
| Generalleutnant              | Georg von Braunschweig           | 20. Juli 1899 bis 2. April 1902                                   |
| Generalleutnant              | Leopold August Siemens           | 05. April 1902 bis 22. Mai 1905                                   |
| Generalleutnant              | Otto von Emmich                  | 22. Mai 1905 bis 28. Mai 1909                                     |
| Generalleutnant              | Max von Schack                   | 29. Mai 1909 bis 15. Juni 1911                                    |
| Generalleutnant              | Friedrich Wilhelm Farne          | 16. Juni 1911 bis 3. Juni 1912                                    |
| Generalleutnant              | Robert Kosch                     | 04. Juni 1912 bis 7. Oktober 1914                                 |
| Generalleutnant              | Alfred von Larisch               | 08. Oktober 1914 bis 15. Februar 1915                             |
| Generalmajor/Generalleutnant | Max Schwarte                     | 16. Februar 1915 bis 30. April 1917                               |
| Generalmajor                 | Otto von Diepenbroick-Grüter     | 01. Mai 1917 bis 8. Januar 1919                                   |